# Contre-la-montre féminin aux championnats du monde de cyclisme sur route 1996
Navigation
1995 1997
Le contre-la-montre féminin des championnats du monde de cyclisme sur route 1996 a lieu le 9 octobre 1996 à Lugano en Suisse. Il est remporté par la Française Jeannie Longo,.

## Classement
|                                    | Coureur                  | Pays            | Temps          |
| ---------------------------------- | ------------------------ | --------------- | -------------- |
| Médaille d'or, Coupe du Monde      | Jeannie Longo            | France          | 35 min 16 s 07 |
| Médaille d'argent, Coupe du Monde  | Catherine Marsal         | France          | 36 min 5 s 00  |
| Médaille de bronze, Coupe du Monde | Alessandra Cappellotto   | Italie          | 36 min 10 s 47 |
| 4                                  | Zulfiya Zabirova         | Russie          | 36 min 31 s 44 |
| 5                                  | Clara Hughes             | Canada          | 36 min 41 s 81 |
| 6                                  | Marion Clignet           | France          | 36 min 45 s 24 |
| 7                                  | Linda Jackson            | Canada          | 37 min 3 s 61  |
| 8                                  | Gabriella Pregnolato     | Italie          | 37 min 4 s 32  |
| 9                                  | Hanka Kupfernagel        | Allemagne       | 37 min 9 s 05  |
| 10                                 | Barbara Heeb             | Suisse          | 37 min 19 s 75 |
| 11                                 | Mari Holden              | États-Unis      | 37 min 36 s 52 |
| 12                                 | Tea Vikstedt             | Finlande        | 37 min 43 s 65 |
| 13                                 | Natalia Boubenchtchikova | Russie          | 37 min 44 s 55 |
| 14                                 | Rasa Polikevičiūtė       | Lituanie        | 37 min 59 s 83 |
| 15                                 | Lenka Ilavská            | Slovaquie       | 38 min 0 s 07  |
| 16                                 | Yvonne McGregor          | Grande-Bretagne | 38 min 1 s 09  |
| 17                                 | Diana Rast               | Suisse          | 38 min 3 s 85  |
| 18                                 | Jolanta Polikevičiūtė    | Lituanie        | 38 min 13 s 95 |
| 19                                 | Karen Kurreck            | États-Unis      | 38 min 21 s 82 |
| 20                                 | Joane Somarriba          | Espagne         | 38 min 23 s 13 |